# Dragon Ball Z
Dragon Ball Z (DBZ) är fortsättningen på anime-serien Dragon Ball. Handlingen baseras på händelser ur bok 17 och framåt ur mangaförlagan. Tonen är mörkare med mer fokus på kampsportsstrider.

## Handling
Drakkulorna är sju kulor med stjärnor i, de finns utspridda över hela jorden. Om man hittar alla sju visar sig den gigantiska draken Shenlong och uppfyller ens önskan.
Serien börjar med Son-Goku, en stark men godhjärtad kampsportskämpe, som ska återförenas efter fem år med sina gamla vänner. De blir chockade av att se att han fått en son, Gohan. Men snart dyker Son-Gokus bror upp, Raditz. Han berättar för Son Goku att de härstammar från en utomjordisk ras vid namn "Saiyajiner", och att deras planet "Vegeta" förstördes för många år sedan. Han berättar också att Son-Gokus riktiga namn är "Kakarott" , Han erbjuder Goku att slå sig ihop med dem och utrota en planets befolkning för att sedan kunna sälja planeten dyrt. Son-Goku vägrar, men då får Raditz syn på Gohan och kidnappar honom för att få sin vilja igenom. Han ger Son-Goku en dag på sig att döda ett hundra människor och hjälpa dem förgöra planetens befolkning, annars dör Gohan.
Goku slår sig ihop med sin ärkefiende, Piccolo JR, för att besegra Raditz. Piccolo JR säger att han gör det endast för att Raditz står i vägen för hans världsherravälde. 
Efter flera misslyckade försök att besegra Raditz, berättar Piccolo om sin hemliga teknik: helvetesspiralen (special beam cannon på engelska), deras första försök att använda tekniken misslyckas och Raditz börjar tortera sin bror genom att bryta hans revben. 
När Gohan hör sin far skrika av smärta attackerar han Raditz av ren ilska och Raditz blir allvarligt skadad. Han hämtar sig ganska snabbt och bestämmer sig för att döda pojken innan han lär sig kontrollera sina krafter, men Son-Goku tar tag i Raditz med sina sista krafter och Piccolo dödar dem båda med helvetesspiralen.
Son-Gokus vänner anländer och lovar att göra honom levande igen med drakkulorna. 
Då försvinner plötsligt Son Gokus kropp, Piccolo JR förklarar att jordens Gud kan ha något med saken att göra. Piccolo JR tar med sig den medvetslösa Gohan för att träna honom.
I himlen får Son-Goku springa på den långa Ormvägen för att få träning hos Mäster Kaiou.

## Huvudkaraktärer
Son Goku
Son Goku härstammar från en utomjordisk ras vid namn "Saiyajiner", en ras som älskar strid och blod, Son Goku däremot är godhjärtad och en gnutta naiv. Han blev egentligen skickad till jorden som litet barn för att förgöra jordens befolkning, men efter att ha ramlat ner från en klippa och slagit sig i huvudet, glömde han sitt uppdrag och beskyddar planeten istället. I början av Dragon Ball Z är Son Goku ca 20 år gammal, och har skaffat fru och barn. En dag möter han sin bror, Raditz, som berättar om hans sanna identitet och att det bara finns fyra saiyajin kvar. Raditz är ond och kidnappar Gokus son för att Goku inte vill samarbeta med honom. Då slår Son Goku och hans ärkerival, Piccolo, ihop sig för att besegra Raditz. De lyckas, men Son Goku dör och börjar träna i himlen. Senare väcks Son Goku till liv av drakkulorna och kan bekämpa de andra två Saiyajinerna Nappa och Vegeta. Nappa blir avrättad av Vegeta som överlever och både Son Goku, Son Gohan och Krillin åker till planeten Namek för att leta efter drakkulorna. Vad de inte vet är att Vegeta och hans överman Frieza också begett sig till planeten för att få evigt liv. Goku och hans följe vill återuppväcka de vänner som Saiyajinkrigarna dödat. Efter en hård kamp vinner Son Goku mot Frieza och lyckas återuppväcka vännerna. 
Son Gohan
Gohan är son till Son Goku och Chi-Chi. När serien börjar är Gohan fyra år gammal, han har aldrig lärt sig slåss p.g.a. att Chi-Chi tycker läxor är viktigare än att beskydda Jorden. Men efter att Goku blir dödad av sin bror, får Gohan träna hos Gokus ärkerival, Piccolo. Tiden tillsammans får Piccolo att börja tycka om Son Gohan och han offrar sig till och med för att rädda pojkens liv. Det visar sig att när Son Gohan blir arg, når hans styrka en oanad hög kraftnivå (blott en kort stund), som till och med överstiger Son Gokus. Son Gohan är godhjärtad och hatar att skada och döda, vid slutet av Dragon Ball Z har han helt gett upp kampsport. 
Son Goten
Son Gokus andra barn. Son Goten gör entré i bok 36 och bekämpar demonen Buu tillsammans med många andra. Gör en så kallad "fusion" med Trunks som gör dem till "Gotenks".
Piccolo
Son Gokus före detta ärkefiende. Han var en gång en demon som ville ta över världen, men Son Gohans godhet fick honom att ändra sig. Han är en utomjording, precis som Son Goku, men hans ras heter "Nameker". han kan också teknikerna helvetes spiralen och demonstråle. "Nameker" är som "Saiyans" ovanligt starka, har speciella förmågor som gör att de kan regenerera sig själv, trolla och läka skador. "Nameker" kan dessutom förena sig med andra "Nameker", detta gör att de blir flera gånger starkare än förut 
Vegeta
En saiyan precis som Son Goku, men han är även prins av Saiyans på planeten som han är döpt efter, Vegeta. Han kommer till Jorden för att hitta drakkulorna, så att han kan uppnå odödlighet. Vegeta är ond i början av serien. Blir god efter att nästan ha dött när han slogs mot Kakarot (Son Goku).
Krillin
Son Gokus barndomsvän och trogne kompanjon, hans roll i Dragon Ball Z är större an andra "människors" roller och han spelar stor roll huvudsakligen i "Saiyan saga" och "Namek saga". en av teknikerna han behärskar ensam heter energidiskus. Krillin blir även ihop med en av cyborgerna som heter Android 18 och skaffar ett barn med henne. 
(Mirai) Trunks
Vegetas son och en halv-saiyan. Han kommer från framtiden och har kommit för att varna Son Goku om en hemsk fiende som snart ska komma. Han kallas "Mirai" Trunks för att han kommer ifrån framtiden, Mirai betyder ungefär framtid på japanska (därför kan han även på engelska kallas "Future" Trunks) 
Tien Shinhan
Var för länge sedan en fiende till Son Goku, men blev sedan hans vän. Han är människa. Men ändå har han tre ögon. Hans roll i DBZ blir mindre efter "Saiyan saga", men han gör många viktiga saker genom serien. han behärskar en farlig teknik som heter kikou-kanonen. Chaotzu och han delar en särskild broderlig vänskap.
Chaozu
Var också en fiende till Son Goku för länge sedan, men blev sedan vän med honom istället. Han delar en broderlig vänskap med Tien Shinhan och hans roll i DBZ blir mindre efter "saiyan saga". Han behärskar dodonpa som tenshinan. Han är människa, men inte större än en treåring.
Yamcha
Ännu en gammal fiende till Son Goku, men han ändrar sig och blir vän med honom istället. hans speciella teknik heter vargtekniken. I början vill han ha drakkulorna för att önska att han aldrig mer rodnar när han ser kvinnor.
Bulma
Son Gokus första följeslagare. Träffade varandra när Bulma sökte efter Drakkulorna. Bulma är också ett geni, hennes uppfinningar har stor påverkan gällande sökandet efter drakkulor. Hennes far är skaparen till hoi-poi kapslarna som säljs över hela världen. Bulma har därför en rik bakgrund, är väldigt bortskämd men anpassar sig senare efter många äventyr med Son Goku och hans vänner.

## Dragon Ball Z i Sverige
I Sverige är hela Dragon Ball utgiven i 42 volymer. Flera filmer har även släppts på DVD. DVD:n innehåller svenska, danska, norska, isländska, engelska och japanska röster, samt svensk, norsk, dansk och isländsk text.

### Filmer på DVD
- 1. Det stora slaget
- 2. Galaxens superhjälte
- 3. Gokus far
- 4. Hotet från Namek
- 5. Jakten på Garlic
- 6. Kraftmätningen
- 7. Robotarna anfaller
- 8. Starkast i världen
- 9. Trunks historia

### Svenska röster
- Goku - Kristian Ståhlgren
- Gohan - Sharon Dyall
- Kuririn - Nick Atkinson
- Piccolo - Ole Ornered
- Chi-Chi - Jennie Jahns
- Ox-King - Gunnar Ernblad
- Oolong - Dick Eriksson
- Yamcha - Peter Sjöquist
- Bulma - Maria Rydberg
- Vegeta - Adam Fietz

## Musik

### Japanska titelmelodier
"CHA-LA HEAD-CHA-LA" 
- Text: Yukinojo Mori, Musik: Chiho Kiyooka, arrangemang: Kenji Yamamoto, Sång: Hironobu Kageyama
- Episoderna 1-21 (version 1)
- Episoderna 22-117 (version 2)
- Episoderna 118-199 (version 3)
- Filmerna 1-9

"WE GOTTA POWER" 
- Text: Yukinojo Mori, Musik: Keiju Ishikawa, arrangemang: Keiju Ishikawa, Sång: Hironobu Kageyama
- Episoder 200~291
- Filmerna 10-12

### Japanska slutsånger
"Detekoi Tobikiri ZENKAI Pawā!"; でてこいとびきりZENKAIパワー! (Come Out, Incredible ZENKAI Power!) 
- Text: Naruhisa Arakawa, Musik: Takeshi Ike, arrangemang: Kenji Yamamoto, Sång: MANNA
- Episoderna 1-194

"Boku-tachi wa Tenshi Datta"; 僕達は天使だった (We Were Angels) 
- Text: Yukinojo Mori, Music: Takeshi Ike, arrangemang: Osamu Totsuka, Sång: Hironobu Kageyama
- Episoderna 195-291

## Mottagande
- IGN utnämnde TV-serien till den 78:e av topp 100 bästa animerade TV-serier. [1]
- På IMDB ligger Dragon Ball Z på plats 45 på topplistan över bästa tv-serier alla kategorier, framröstad av användare.[2]